# ميشيل فان غولدنر
ميشيل فان غولدنر (بالهولندية: Michel van Guldener)‏ (3 ديسمبر 1985 بروتردام في هولندا - ) هو لاعب كرة قدم هولندي في مركز الهجوم. لعب مع نادي إكسلسيور وVV Capelle ‏.